# Évelő növény

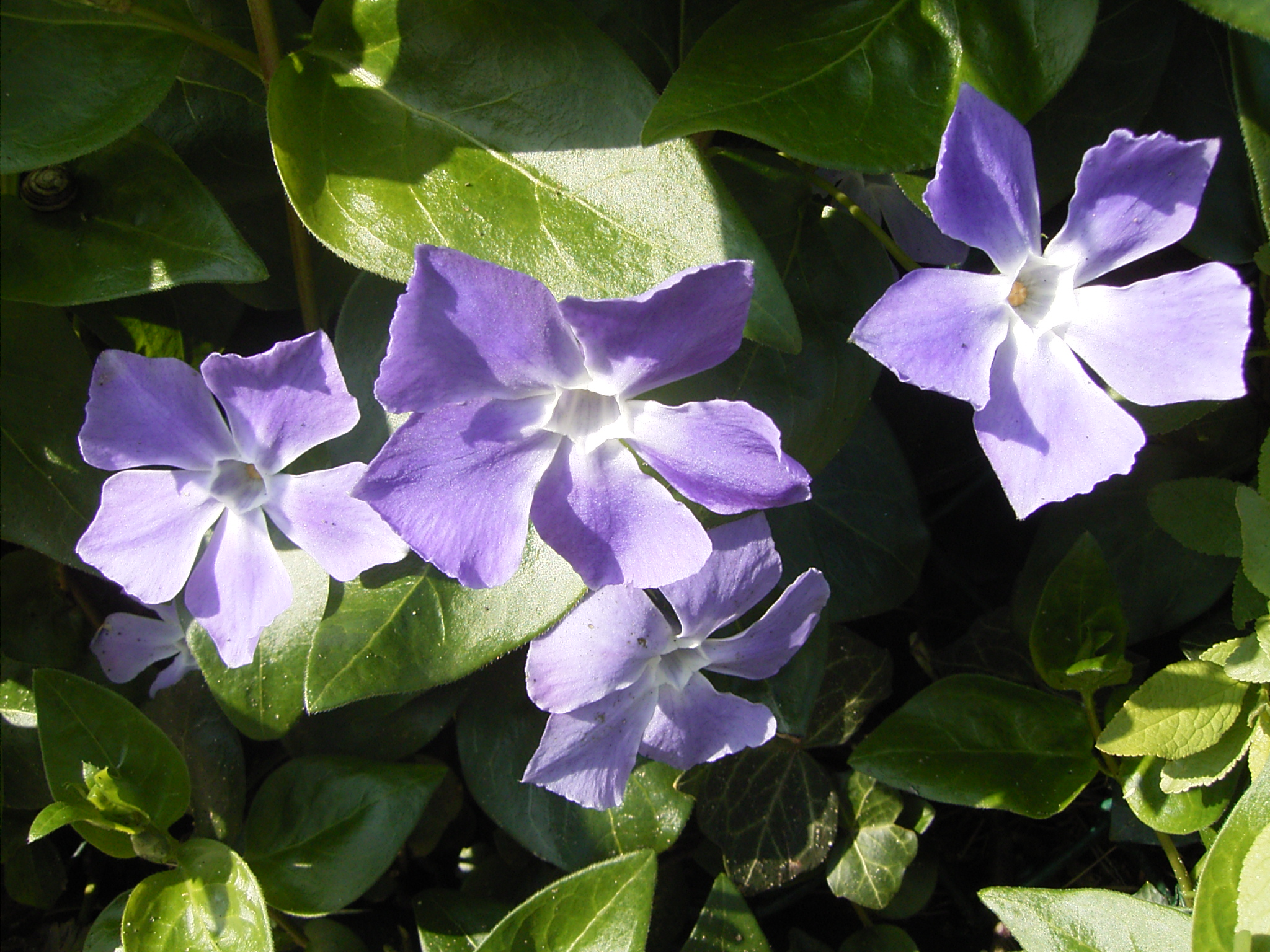
A nagy meténg (Vinca major), egy évelő növény

Évelő növénynek azokat a lágyszárúakat szoktuk nevezni, amelyek hosszú ideig élnek, és termésérés után a föld feletti száruk elpusztul, viszont mindig van földbeli száruk (gyöktörzs, hagyma, hagymagumó, gumó) vagy vastag gyökerük, amely áttelel. Évelőknek hívjuk még a fásodó szárú félcserjéket is (pl. istenfa (Artemisia abrotanum), levendulafajok (Lavandula spp.).
A fás szárúak is évelők, de nem szoktuk ezt hangsúlyozni. Évelő hagymás növények pl.: hóvirág, jácint, nárcisz, tulipán. Ezeknek ajánlott 3-4 évente átültetni a hagymáját. Évelő hagymagumósok pl. a sáfrány fajok, gyöktörzse van pl. a cickafark fajoknak, gumója a ciklámen fajoknak.

## Fordítás
- Ez a szócikk részben vagy egészben  a   Perennial plant című angol Wikipédia-szócikk ezen változatának fordításán alapul.  Az eredeti cikk szerkesztőit annak laptörténete sorolja fel. Ez a jelzés csupán a megfogalmazás eredetét és a szerzői jogokat jelzi, nem szolgál a cikkben szereplő információk forrásmegjelöléseként.